# Листопад 2019
Листопад 2019 — одинадцятий місяць 2019 року, що розпочався в п'ятницю 1 листопада та закінчився в суботу 30 листопада.

## Події
- 1 листопада
  - Масштабні лісові пожежі знищили 50 тисяч гектарів земель на південному заході Бразилії, тектонічна западина Пантанал з унікальною екосистемою в небезпеці[1].
  - Українських вчені здобули нагороди на світовому конкурсі наукових проектів MOSTRATEC: Ольга Харасахал[2] виборола золото в секції «медицина», а Дмитро Солом'янюк — бронзу за винахід «Бактеріальна цукерка», яка розкладає пластик.[3]
  - Федеральний суд Сполучених Штатів Америки зобов'язав Державний департамент оприлюднив деталі розмови між президентами Дональдом Трампом і Володимиром Зеленським до 22 листопада.[4][5]
- 2 листопада
  - Збірна Південної Африки з регбі перемогла збірну Англії та стала переможцем Кубку світу-2019[6].
  - У результаті теракту в прикордонному з Туреччиною місті Таль-Абьяд на північному сході Сирії загинули 13 людей, ще кілька десятків отримали поранення.[7][8]
  - У Москві вбито начальника Центру протидії екстремізму Інгушетії Ібрагіма Ельджаркієва[9].
  - На першому Кубку з дрифту FIA на трасі Валлелунга переможцем став українець Дмитро Іллюк[10].
- 3 листопада
  - Льюїс Гамільтон достроково став шестикратним чемпіоном «Формули-1» сезону 2019 року[11].
  - Перша ракетка України Еліна Світоліна другий рік поспіль зіграла у фіналі Підсумкового турніру Жіночої тенісної асоціації (WTA), де програла Ешлі Барті[12].
- 5 листопада
  - Китайська компанія Xiaomi випустила Xiaomi Redmi Note 10 — перший у світі смартфон із пентакамерою з роздільною здатністю 108 Мп[13].
- 8 листопада
  - Міжнародний суд ООН визнав свою юрисдикцію на розгляд справи «Україна проти Росії», відхиливши всі аргументи Росії[14].
  - Олександрійський патріархат, який займає друге місце у диптиху православних церков світу, першим зі старих патріархатів пентархії окрім Вселенського офіційно визнав автокефальну Православну церкву України — патріарх Феодор ІІ пом'янув митрополита Київського Епіфанія.[15][16]
- 9 листопада
  - Польща затримала Ігоря Мазура («Тополю») за запитом Росії по лінії Інтерполу[17]
  - Еквадорський клуб Індепендьєнте дель Вальє вперше став переможцем Південноамериканського кубку з футболу.
- 10 листопада
  - Чинний Глава Румунії Клаус Йоганніс набрав найбільше голосів виборців (39 %) у першому турі президентських виборів[18].
- 14 листопада
  - Новим прем'єр-міністром Молдови став Йон Кіку[19].
  - Директор зовнішньополітичної служби ЄС Люк Девінь висловив сумнів Європейського союзу щодо доцільності надання фінансової допомоги Україні, зокрема через відсутність законного та справедливого покарання осіб, що причетні до виведення грошей з Приватбанку.[20].
- 15 листопада
  - Неподалік від міста Балаклія Харківської області відбулися поодинокі вибухи на складах зберігання боєприпасів. У результаті двоє військових загинули, ще п'ятеро отримали поранення.[21]
- 17 листопада
  - У Білорусі проходять дострокові парламентські вибори депутатів Палати представників Національних зборів VII скликання[22].
- 18 листопада
  - Російська Федерація передала Україні катери Бердянськ і Нікополь, а також буксир Яни Капу, захоплені 25 листопада 2018 року в ході інциденту в Керченській протоці[23].
- 21 листопада
  - У Лос-Анжелесі відбулася презентація електропікапу Tesla Cybertruck; початок виробництва запланований на кінець 2021 року[24].
- 23 листопада
  - Бразильський клуб Фламенгу став переможцем Кубку Лібертадорес—2019.
- 24 листопада
  - Президент Румунії Клаус Йоганніс переміг у другому турі президентських виборів[25].
- 25 листопада
  - Колекцію коштовностей «Зелене склепіння» у Дрездені пограбовано на суму близько 1 млрд євро[26].
- 26 листопада
  - Українська стрибунка у висоту Ярослава Магучих за підсумками сезону-2019 отримала від Світової легкої атлетики нагороду «Висхідна зірка» (англ. Female Rising Star) як найкраща молода легкоатлетка світу[27].
  - У результаті землетрусу в Албанії[en] загинуло щонайменше 50 людей, ще понад 700 отримали поранення[28].
- 29 листопада
  - Олександр Лукашенко і Володимир Путін домовилися про створення спільного уряду та парламенту Росії та Білорусі.[29]
- 30 листопада
  - Нагородження M1 Music Awards 2019: найкращим співаком року визнано Monatik, найкращою співачкою — Настю Каменських, найкращим гуртом — «Время и Стекло».